# غارينولا (أوكلاهوما)
غارينولا (بالإنجليزية: Grainola, Oklahoma)‏ هي بلدة أمريكية تقع في الولايات المتحدة في مقاطعة أوساغي، أوكلاهوما. يقدر عدد سكانها بـ 31 نسمة ومساحتها 0.6 كم2 وترتفع عن سطح البحر 366 متر.